# 訥韋爾主教座堂

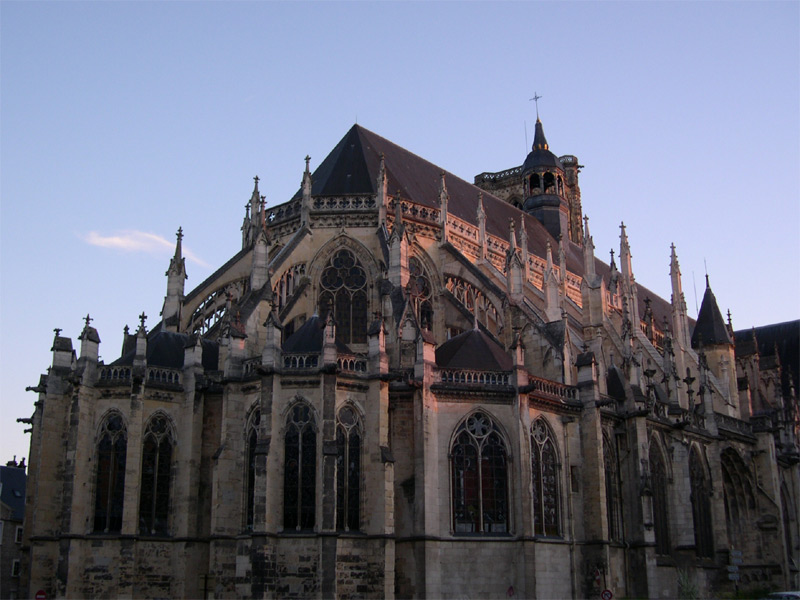
訥韋爾主教座堂

訥韋爾主教座堂（法語：Cathédrale Saint-Cyr-et-Sainte-Julitte de Nevers）是法國的一座羅馬天主教的主教座堂，位於法國中部城市尼維爾。這座教堂是天主教訥韋爾教區的主教座堂。現在的訥韋爾主教座堂是兩座建築物的結合，並擁有兩個頂端。教堂曾經兩次被摧毀，但之後都得到重建。

## 外部連結
- Location of the cathedral （页面存档备份，存于）